# Kajakarstwo na Letnich Igrzyskach Olimpijskich 2008 – K-1 500 m kobiet
K-1 500 metrów kobiet to jedna z konkurencji w kajakarstwie klasycznym rozgrywanych podczas Letnich Igrzysk Olimpijskich 2008. Kajakarze rywalizowali między 19 a 23 sierpnia na torze Park Olimpijski Shunyi w Pekinie.

## Terminarz
Wszystkie godziny są podane w czasie pekińskim (UTC+08:00)
| Data             | Godzina |            |
| ---------------- | ------- | ---------- |
| 19 sierpnia 2008 | 16:40   | Eliminacje |
| 21 sierpnia 2008 | 16:20   | Półfinały  |
| 23 sierpnia 2008 | 16:20   | Finały     |

## Wyniki

### Eliminacje
Zwyciężczyni z każdego z biegów eliminacyjnych awansowała do finału. Zawodniczki z miejsc 2–7 awansowały do półfinałów. Pozostałe zawodniczki zostały wyeliminowane.
Bieg 1
| Pozycja | Zawodnik             | Czas     | Uwagi |
| ------- | -------------------- | -------- | ----- |
| 1.      | Katalin Kovács       | 1:49,424 | QF    |
| 2.      | María Teresa Portela | 1:51,654 | QSF   |
| 3.      | Jennifer Hodson      | 1:51,655 | QSF   |
| 4.      | Shinobu Kitamoto     | 1:52,148 | QSF   |
| 5.      | Chantal Meek         | 1:53,374 | QSF   |
| 6.      | Małgorzata Chojnacka | 1:53,635 | QSF   |
| 7.      | Karen Furneaux       | 1:54,065 | QSF   |
| 8.      | Estefania Fontanini  | 2:00,291 |       |
| 9.      | Khathia Bâ           | 2:17,740 |       |

Bieg 2
| Pozycja | Zawodnik               | Czas     | Uwagi |
| ------- | ---------------------- | -------- | ----- |
| 1.      | Josefa Idem            | 1:48,864 | QF    |
| 2.      | Zhong Hongyan          | 1:49,440 | QSF   |
| 3.      | Lucy Hardy             | 1:50,103 | QSF   |
| 4.      | Carrie Johnson         | 1:50,221 | QSF   |
| 5.      | Henriette Engel Hansen | 1:52,773 | QSF   |
| 6.      | Teresa Portela         | 1:53,761 | QSF   |
| 7.      | Anne Rikala            | 1:54,294 | QSF   |
| 8.      | Tatsiana Fedarowicz    | 1:57,881 |       |

Bieg 3
| Pozycja | Zawodnik               | Czas     | Uwagi |
| ------- | ---------------------- | -------- | ----- |
| 1.      | Katrin Wagner-Augustin | 1:48,745 | QF    |
| 2.      | Inna Osypenko          | 1:49,776 | QSF   |
| 3.      | Špela Ponomarenko      | 1:49,973 | QSF   |
| 4.      | Sofia Paldanius        | 1:51,110 | QSF   |
| 5.      | Juliana Sałachowa      | 1:51,628 | QSF   |
| 6.      | Erin Taylor            | 1:52,517 | QSF   |
| 7.      | Zulmarys Sánchez       | 1:57,728 | QSF   |
| 8.      | Lee Sun-ja             | 1:58,140 |       |

### Półfinały
Trzy najszybsze zawodniczki z każdego półfinału awansowały do finału.
Półfinał 1
| Pozycja | Zawodnik             | Czas     | Uwagi |
| ------- | -------------------- | -------- | ----- |
| 1.      | Inna Osypenko        | 1:51,558 | QF    |
| 2.      | Lucy Hardy           | 1:52,580 | QF    |
| 3.      | Jennifer Hodson      | 1:53,209 | QF    |
| 4.      | Carrie Johnson       | 1:53,721 |       |
| 5.      | Sofia Paldanius      | 1:53,797 |       |
| 6.      | Teresa Portela       | 1:54,831 |       |
| 7.      | Chantal Meek         | 1:54,876 |       |
| 8.      | Małgorzata Chojnacka | 1:55,619 |       |
| 9.      | Zulmarys Sánchez     | 2:02,764 |       |

Półfinał 2
| Pozycja | Zawodnik               | Czas     | Uwagi |
| ------- | ---------------------- | -------- | ----- |
| 1.      | Zhong Hongyan          | 1:53,163 | QF    |
| 2.      | Juliana Sałachowa      | 1:53,603 | QF    |
| 3.      | Špela Ponomarenko      | 1:53,812 | QF    |
| 4.      | Anne Rikala            | 1:54,025 |       |
| 5.      | Erin Taylor            | 1:54,300 |       |
| 6.      | María Teresa Portela   | 1:54,981 |       |
| 7.      | Karen Furneaux         | 1:55,145 |       |
| 8.      | Henriette Engel Hansen | 1:55,960 |       |
| 9.      | Shinobu Kitamoto       | 2:01,105 |       |

### Finał
| Pozycja | Zawodnik               | Czas     | Uwagi |
| ------- | ---------------------- | -------- | ----- |
| złoto   | Inna Osypenko          | 1:50,673 |       |
| srebro  | Josefa Idem            | 1:50,677 |       |
| brąz    | Katrin Wagner-Augustin | 1:51,022 |       |
| 4.      | Katalin Kovács         | 1:51,139 |       |
| 5.      | Zhong Hongyan          | 1:52,220 |       |
| 6.      | Špela Ponomarenko      | 1:52,363 |       |
| 7.      | Lucy Hardy             | 1:53,102 |       |
| 8.      | Jennifer Hodson        | 1:53,353 |       |
| 9.      | Juliana Sałachowa      | 1:53,973 |       |